# Le Mans-katastrofen 1955

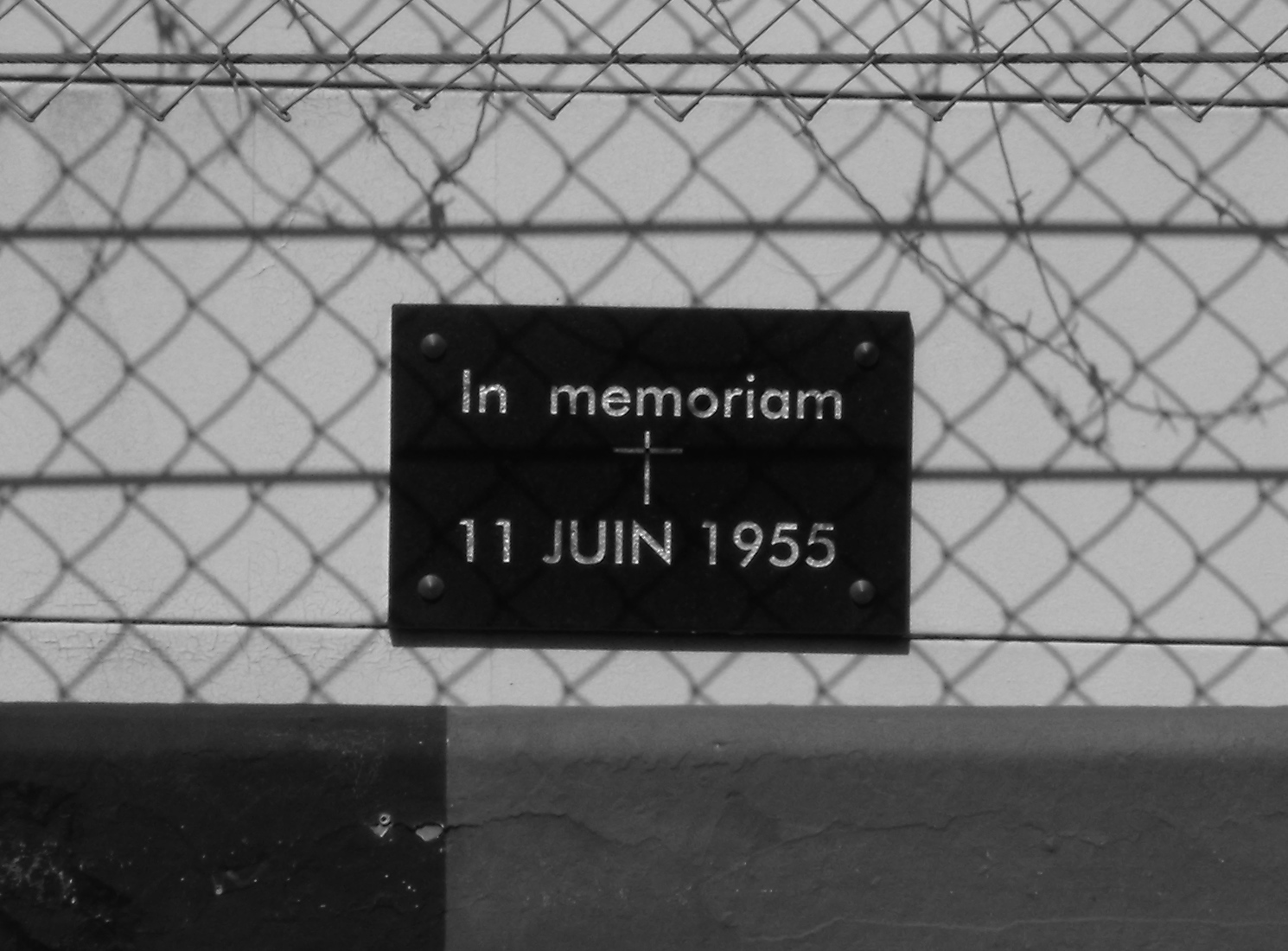
Minnestavla vid platsen för olyckan.

Le Mans-katastrofen 1955 är en olycka som inträffade vid Le Mans 24-timmars den 11 juni 1955, utanför Le Mans i Frankrike. Den kostade föraren Pierre Levegh och 83 åskådare livet, 120 personer skadades och händelsen räknas som den värsta olyckan i motorsportens historia.

## Olycksförlopp

Skiss över olycksförloppet.

Le Mans 24-timmars 1955 förväntades bli en uppgörelse mellan Ferrari, Jaguar och Mercedes-Benz. Konkurrensen mellan stallen under säsongen 1955 borgade även för höga hastigheter. 
Olyckan inträffade drygt två timmar in i tävlingen. Mike Hawthorn, som ledde tävlingen i sin Jaguar D-Type var på väg ut på depårakan i slutet av det 35:e varvet. Hawthorn hade just passerat Lance Macklin i en långsammare Austin-Healey 100 när han bromsar in för ett tankstopp i depån, vilket tvingar Macklin att gira undan samtidigt som han är på väg att bli omkörd av Pierre Levegh i en Mercedes-Benz 300 SLR. Leveghs Mercedes-Benz träffar Macklins bil bakifrån i en hastighet om 240 km/h, kastas upp i luften och träffar den jordvall som skiljer banan från åskådarläktaren mittemot depån. Levegh kastas ut ur bilen och dödas omedelbart vid nedslaget. Delar av Leveghs kraschade bil, däribland framvagnen och motorn, slungas in på läktaren och dödar och skadar ett stort antal åskådare. Macklins bil kastas in i depåmuren och är nära att träffa Juan Manuel Fangios Mercedes-Benz, innan den studsar tvärs över banan igen och kraschar mot ett räcke vid läktaren och dödar ytterligare en åskådare. Macklin överlevde olyckan med lättare skador.
Leveghs bil tog eld vid kraschen. Karossen var till stora delar byggd av magnesium och eftersom räddningsarbetarna på banan saknade kunskaper om att släcka denna brandfarliga lättmetall fortsatte branden en längre tid, samtidigt som loppet gick vidare. Tävlingsledningen avvisade propåer att avbryta tävlingen med argumentet att åskådarna då skulle lämna området och ge sig ut på vägarna och därigenom blockera räddningsarbetet.
Efter att ha konsulterat företagsledningen drog Mercedes-Benz stallchef Alfred Neubauer tillbaka sina återstående bilar, av respekt för offren. Det var först efter denna händelse som huvuddelen av åskådarna förstod omfattningen av olyckan. Jaguar-stallet fortsatte dock tävlingen som till slut vanns av Hawthorne tillsammans med Ivor Bueb.

## Följder
Utredningen efter olyckan pekade inte ut någon skyldig utan förklarades som en racing incident. Det stora antalet förolyckade skylldes på Circuit de la Sarthe-banans undermåliga säkerhetsstandard. Banan hade i princip inte förändrats sedan det första Le Mans-loppet 1923. Detta ledde till ett tillfälligt stopp för motorsport i flera länder, medan säkerhetsarrangemangen sågs över. I Schweiz gällde ett förbud mot all banracing fram till Juni 2018 då Formel E kördes på en tillfällig stadsbana i Zürich.
Mercedes-Benz drog sig ur motorsporten efter säsongen 1955. Även Jaguar avvecklade sitt fabriksstall, men flera privatteam fortsatte tävla på Le Mans med företagets bilar.